# Ponte 6 de Março
Ponte 6 de Março, mais conhecida como Ponte Velha, é uma ponte da cidade do Recife, Pernambuco, Brasil.
É conhecida pela população recifense como Ponte Velha, em alusão à Rua Velha, que se inicia em uma de suas cabeceiras, no bairro da Boa Vista.
Seu nome é homenagem à data em que irrompeu a Revolução Pernambucana, 6 de março de 1817.
Apesar de ser conhecida como Ponte Velha, há na ponte, na cabeceira leste, junto à Casa da Cultura, uma placa com o nome: Ponte Nova.

## História
No local onde está erguida a ponte houve outra ponte, a segunda construída no Recife pelo conde Maurício de Nassau em 1643, a Ponte da Boa Vista, que depois foi destruída e transferida para onde hoje se localiza.
Quando estava sendo implantado o saneamento do Recife, pelo engenheiro Saturnino de Brito, foi construída nova ponte no antigo lugar, para servir de apoio ao encanamento que cruzaria o Rio Capibaribe. Inaugurada em 6 de março de 1921, recebeu o nome em homenagem à data da Revolução Pernambucana de 1817.